# 올리고펩타이드

녹색으로 표시된 아미노 말단(L-발린)과 파란색으로 표시된 카복실 말단(L-알라닌)을 가지고 있는 트라이펩타이드 (예: Val-Gly-Ala)

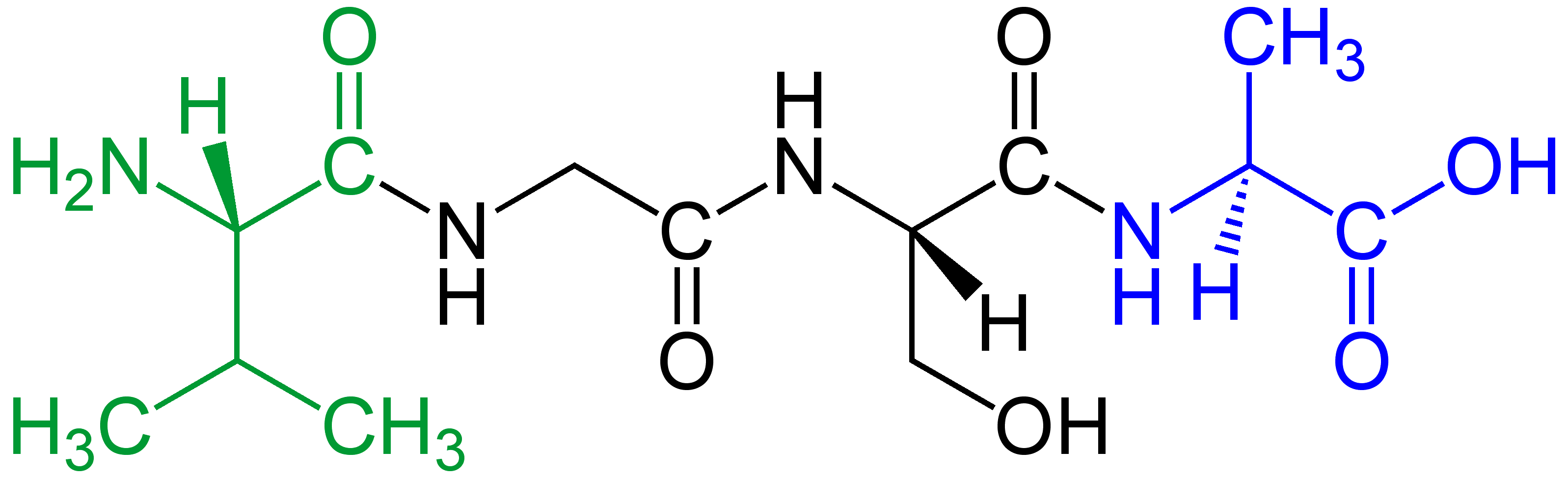
녹색으로 표시된 아미노 말단(L-발린)과 <span by style="color:blue;">파란색으로 표시된 카복실 말단(L-알라닌)을 가지고 있는 테트라펩타이드 (예: Val-Gly-Ser-Ala)

올리고펩타이드(영어: oligopeptide)는 2~20개의 아미노산으로 구성되며 다이펩타이드, 트라이펩타이드, 테트라펩타이드 및 펜타펩타이드 등을 포함한다. 올리고펩타이드는 종종 펩타이드라고도 불리며, "올리고-(oligo-)"는 "몇몇(a few)"이라는 의미이다. 자연에서 생성되는 올리고펩타이드의 주요 부류로는 아에루기노신, 사이아노펩톨린, 마이크로시스틴, 마이크로비리딘, 마이크로기닌, 아나바에노펩틴 및 사이클라마이드가 있다. 마이크로시스틴은 음용수에서의 잠재적인 독성 때문에 가장 잘 연구되었다. 일부 올리고펩타이드들을 검토한 결과 가장 큰 부류는 사이아노펩톨린(40.1%)이고 다음으로 마이크로시스틴(13.4%)인 것으로 나타났다.

## 생성
올리고펩타이드는 사이클라마이드와 마이크로비리딘이 리보솜을 통해 합성되는 것을 제외하고 비리보솜 펩타이드 합성효소에 의해 생성된다.

## 예
올리고펩타이드의 예는 다음과 같다.
- 아마니틴 – 여러 다른 버섯종들의 자실체에서 발견되는 고리형 펩타이드이다. 이들은 대부분의 진핵생물에서 RNA 중합효소의 강력한 저해제이며, mRNA의 생성과 단백질 합성을 방해한다. 이들 펩타이드는 전사 연구에 중요하다. α-아마니틴은 알광대버섯(Amanita phalloides)의 주요 독소로 사람이나 동물에 유해하다.
- 안티파인 – 다양한 세균에 의해 생성되며 프로테에이스 저해제로 작용하는 올리고펩타이드이다.
- 세룰레타이드 – 호주청개구리의 피부에서 발견되는 특이적인 디카펩타이드이다. 세룰레타이드는 콜레시스토키닌에 대한 작용 및 구성과 관련하여 공통점이 많다. 세룰레타이드는 위액, 담즙액, 이자액의 분비를 자극하고, 특정 평활근을 자극한다. 세룰레타이드는 실험 동물에서 췌장염을 유도하는 데 사용된다.
- 글루타티온 – 세포에서 많은 역할을 하는 트라이펩타이드이다. 글루타티온은 배설이 잘 되도록 약물을 잘 녹게하기 위해 약물과 결합하고, 일부 효소의 보조 인자이며, 단백질의 이황화 결합 재배열에 관여하고, 과산화물을 환원시킨다.
- 류펩틴 – 방선균에 의해 생성되며 프로테이스 저해제로 작용하는 아실화된 올리고펩타이드이다. 류펩틴은 트립신, 플라스민, 칼리크레인, 파파인 및 카텝신을 다양한 정도로 저해하는 것으로 알려져 있다.
- 네트롭신 – 스트렙토미세스 네트롭시스(Streptomyces netropsis)에서 발견되는 올리고펩타이드이다. 네트롭신은 세포독성이며, DNA의 A-T 영역에 대한 강력하고 특이적인 결합은 유전 연구에 유용하다.
- 펩스타틴 – 방선균의 배양 여과액에서 분리된 N-아실화 올리고펩타이드로 펩신 및 레닌과 같은 산 프로테에이스를 저해하는 데 특이적으로 작용한다.
- 펩타이드 T – N-(N-(N(2)-(N-(N-(N-(N-D-알라닐 L-세릴)-L-트레오닐)-L-트레오닐) L-트레오닐)-L-아스파라기닐)-L-티로실) L-트레오닌이다. HIV 외피 단백질 gp120과 서열 상동성을 공유하는 옥타펩타이드이다. 펩타이드 T는 AIDS 치료에서 항바이러스제로 유용할 수 있다. 펩타이드 T의 4번째~8번째 아미노산으로 구성된 핵심 펜타펩타이드 서열인 TTNYT는 CD4 수용체에 부착하는 데 필요한 HIV 외피 서열이다.
- 팔로이딘 – 알광대버섯에서 주로 분리되는 매우 독성이 강한 폴리펩타이드이다. 버섯 중독에서 치명적인 간, 콩팥 및 중추신경계 손상을 일으키며, 간 손상 연구에 사용된다.
- 테프로타이드 – 인공적인 노나펩타이드(Pyr-Trp-Pro-Arg-Pro-Gln-Ile-Pro-Pro)는 독사의 일종인 보트롭스 자라라카(Bothrops jararaca)의 펩타이드와 정확히 일치한다. 테프로타이드는 키네이스 II 및 안지오텐신 I을 저해하며 항고혈압제로 제안되었다.
- 터프트신 – N(2)-((1-(N(2)-L-트레오닐)-L-리실)-L-프롤릴)-L-아르기닌이다. 백혈구 γ-글로불린의 효소적 절단에 의해 비장에서 만들어지는 테트라펩타이드이다. 터프트신은 특히 혈액 다형핵 백혈구 및 호중구의 식세포 활성을 자극한다. 펩타이드는 γ-글로불린 분자의 Fd 절편에 위치한다.

## 같이 보기
- 마이크로펩타이드
- 올리고에스터
- 올리고머
- 올리고펩티데이스
- 펩타이드 합성
- 프로테에이스
- 다이펩타이드
- 트라이펩타이드
- 테트라펩타이드
- 폴리펩타이드